# 安思順
安 思順（あん しじゅん、生年不詳 - 756年）は、唐の玄宗朝の武将。安禄山の従兄であったために、哥舒翰の謀略にかかり、処刑された。

## 経歴
テュルク系突厥出身で「胡将軍」と呼ばれ、唐や突厥に仕えていた安波注の子。弟に安文貞がいる。
開元元年（713年）頃、安波注の兄の安延偃の部族が敗れ、安延偃の養子の安禄山、弟の安文貞、胡将軍であった安道買とその長男の安孝節とともに、突厥を逃れた。彼らは、安道買の次男であり、唐の嵐州別駕であった安貞節のもとへ逃れる。この時、安禄山は安思順の兄弟となり、「安」姓を名乗ったと伝えられる。
開元2年（714年）、唐と吐蕃が交戦し、安思順は左羽林将軍の薛訥の武将として従軍する。後に、安思順は河西方面に移ったと考えられる。また、大斗軍副使に就任していた哥舒翰が配下となることがあったが、ともにへりくだることがなかったと伝えられる。
天宝元年（742年）頃、『酉陽雑俎』によると、安思順は、五色の玉帯と五色の玉杯を玄宗に献上している。
天宝10載（751年）、河西節度使に就任していた安思順は、唐の朝廷に河西節度使を高仙芝に変える動きがあることを知った。そのため、たくさんの胡人が自分の耳を裂き、顔を削り、安思順の留任を求めていると諷喩する。安思順は留任となった。
天宝11載（752年）、唐の宰相である李林甫が、朔方節度使に就任していたが、副使の阿布思が反乱を起こしたため、節度使を辞任する。代任として、李林甫は異民族であり、自分の地位を脅かすことがない安思順を推薦する。そのため、安思順は朔方節度使に就任した。この頃、僕固懷恩を用い、彼に心腹を委ねていた。また、渾瑊に命じて、テュルク系カルルク部に進入させ、阿布思を討たせる。渾瑊は大いに阿布思を破った。
天宝13載（754年）、安思順は李光弼を起用して副使とすることを奏上した。安思順は李光弼の才幹を愛し、妻を娶わせしようとしたが、李光弼は病と称して、官を辞した。
天宝14載（755年）、安禄山が反乱を起こす（安史の乱）が、安思順は必ず反乱するとすでに上奏していたため、連座はされなかった。安思順は吏部尚書に、弟の安文貞は太僕卿に任じられ、二人は長安に入る。後任の朔方節度使は、郭子儀が任じられた。
天宝15載（756年）、安思順と不仲であった哥舒翰と王思礼の謀略により、安禄山が安思順に送った手紙がつくられ、安思順は関門で捕らえられた。哥舒翰は安思順の罪七箇条を数え上げ、玄宗に誅殺を請うた。宰相の楊国忠も安思順を救うことはできず、安思順と安文貞は死刑となり、家族は嶺外へ移される。
後に、郭子儀によって安思順兄弟の冤罪を雪ぐことを求めて上奏した文が残っている。

## 伝記資料
- 『旧唐書』
- 『新唐書』
- 『資治通鑑』
- 姚汝能『安禄山事迹』
- 段成式『酉陽雑俎』　今村与志雄訳注、平凡社東洋文庫全5巻